# Lockdown all'italiana
Lockdown all'italiana è un film del 2020 co-scritto, diretto e co-prodotto da Enrico Vanzina.
Il film rappresenta l'esordio alla regia di Vanzina in seguito alla morte del fratello Carlo, con il quale aveva stretto un sodalizio artistico (il primo da sceneggiatore, il secondo da regista e co-sceneggiatore) conclusosi con il precedente Caccia al tesoro.
È il primo film italiano di finzione girato dopo la fine del lockdown imposto per contrastare la diffusione del COVID-19 ad uscire al cinema.

## Trama
Mariella scopre che il marito Giovanni, ricco avvocato, l'ha tradita con una ragazza della periferia di Roma, Tamara, molto più giovane ed attraente. Allo stesso tempo anche Walter, il compagno di Tamara, scopre che la sua ragazza l'ha tradito; di conseguenza le due coppie decidono di separarsi. Proprio mentre Giovanni e Tamara stanno per andarsene dalle rispettive abitazioni, il governo italiano proclama sull'intero territorio nazionale la quarantena forzata per arginare la pandemia di COVID-19, da poco scoppiata in Italia. Le due coppie, quindi, dovranno imparare a convivere e a sopportarsi, tra tradimenti e bugie.

## Distribuzione
Il primo poster del film è stato pubblicato il 19 settembre 2020. Il teaser trailer del film è uscito il successivo 28 settembre sul canale YouTube di Medusa. È uscito nelle sale italiane il 15 ottobre 2020, distribuito da Medusa.

## Casi mediatici
In seguito alla pubblicazione del poster e del trailer del film, sul web sono nate polemiche relative alla legittimità o meno di trattare argomenti seri come la pandemia di COVID-19 ed il relativo lockdown tramite una commedia, oltretutto con la stessa pandemia ancora in corso. Il regista Vanzina si è subito difeso definendo codardi i detrattori del film e dicendo di sentirsi fiero di far parte della lunga tradizione della commedia all'italiana, che "ha sempre raccontato personaggi umani che mantengono debolezze e miserie", e ha inoltre garantito che si tratta di un film "buffo e spiritoso su tante situazioni paradossali da lockdown", ma anche "malinconico" e rispettoso nei confronti delle tante vittime del virus. Ezio Greggio è stato più duro, definendo "imbecilli" coloro che hanno criticato sul web il film.

## Accoglienza

### Incassi
In undici giorni di programmazione, il film è riuscito a incassare € 366 373.

### Critica
Il film è stato accolto in maniera generalmente negativa dalla critica italiana.
Sul Corriere della sera, Paolo Mereghetti afferma che la narrazione del film "sembra procedere con il pilota automatico" e dimostra insoddisfazione per la prova degli attori, affermando che "Ricky Memphis ripropone il suo collaudato personaggio di popolano remissivo e conciliante mentre Greggio si comporta come se fosse in una puntata di Striscia la notizia".
Su MYmovies.it, Paola Casella parla di "assenza di ritmo", regia convenzionale e "gag fuori tempo", e dice che la cifra del film è "più malinconica che graffiante", concludendo che si tratta di un'occasione sostanzialmente sprecata.
Gabriele Niola accusa invece il film di "poca cura dei dettagli e della precisione", riconoscendogli tuttavia la capacità di giudicare con una certa asprezza la maniera in cui l'Italia è uscita dal lockdown.